# عبد العزيز الشهري
عبد العزيز الشهري ممثل ومؤدي أصوات سعودي، اشتهر بتمثيله في برنامج خمبلة والخلاط في قناة تلفاز 11 اليوتيوبية. كما ذاع صيته بأدائه عدداً من أصوات شخصيات المسلسل الكرتوني مسامير. إضافة إلى مشاركته في العديد من الأفلام من أبرزها فيلم «راس براس».

## أعماله

### يوتيوب
- خمبلة
- مسامير
- الخلاط
- فُليم

### مسلسلات
- مسلسل هايبرلوب (2019).[4]
- مسلسل «سكر سادة» (2022).
- فرسان قريح (2024).[5]

### أفلام
- فيلم مسامير (2020).[6]
- فيلم سطار. (2022).[7]
- فيلم الخلاط + (2023).[8]
- راس براس (2023).[9]